# Briceni (distriktshuvudort)
Briceni (ryska: Бричаны) är en distriktshuvudort i Moldavien. Den ligger i distriktet Briceni, i den nordvästra delen av landet. Briceni ligger 234 meter över havet och antalet invånare är 9 900.
Terrängen runt Briceni är platt. Trakten runt Briceni består till största delen av jordbruksmark.